# Rușii-Munți
Rușii-Munți [ˈruʃi ˈmunt͡sʲ] (veraltet Rușii de Munți; deutsch Ruß, ungarisch Marosoroszfalu) ist eine Gemeinde im Kreis Mureș in der Region Siebenbürgen in Rumänien.
Der Ort Rușii-Munți ist auch unter der veralteten Bezeichnung Rușii Munților, der deutschen Reußen und den ungarischen Nagyoroszfalu und Oroszfalu bekannt.

## Geographische Lage

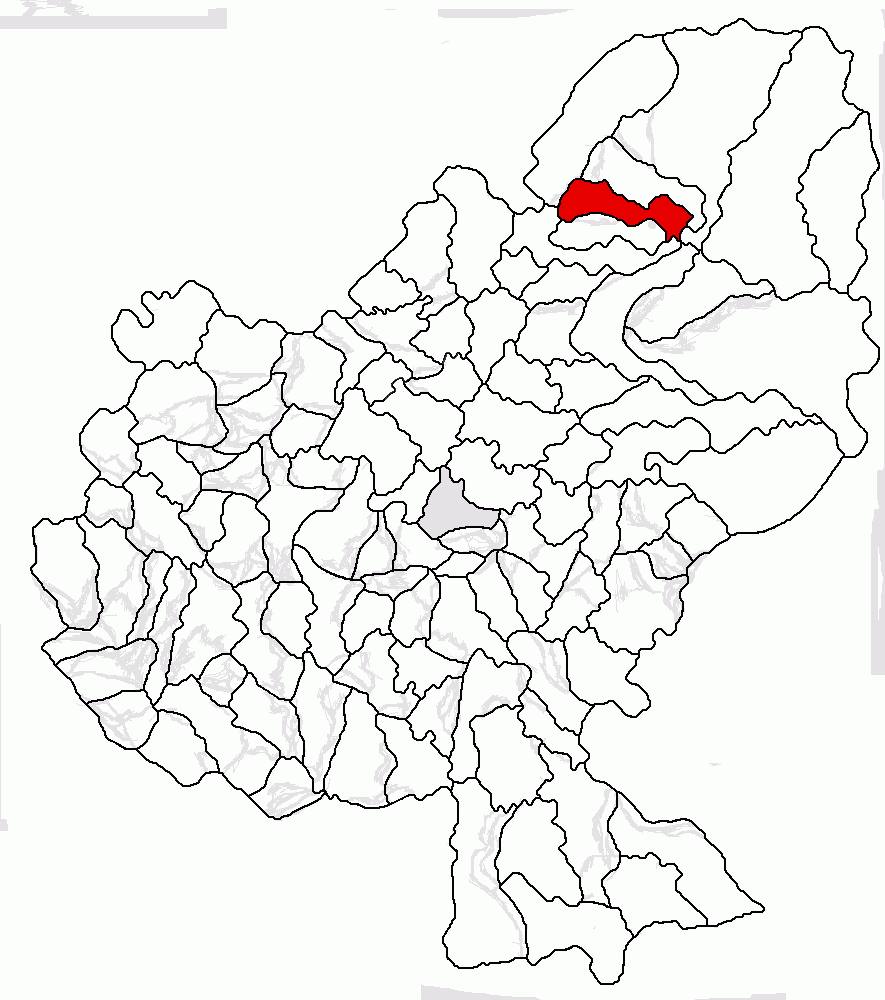
Lage der Gemeinde Rușii-Munți im Kreis Mureș

Die Gemeinde Rușii-Munți liegt im Miereschtal im nördlichen Teil des Siebenbürgischen Beckens in den nördlichen Ausläufern des Gurghiu-Gebirges (Munții Gurghiu) und den südlichen des Călimani-Gebirge (Munții Călimani). Am Oberlauf des Mureș (Mieresch), der Kreisstraße (Drum județean) DJ 154A und der Bahnstrecke Târgu Mureș–Deda–Gheorgheni liegt der Ort Rușii-Munți 21 Kilometer nordöstlich von der Stadt Reghin (Sächsisch-Regen) und etwa 55 Kilometer nordöstlich von der Kreishauptstadt Târgu Mureș (Neumarkt am Mieresch) entfernt. Die eingemeindeten Dörfer liegen beidseitig des Mureș zwei bis fünf Kilometer vom Gemeindezentrum entfernt.

## Geschichte
Der Ort Rușii-Munți, von Russen gegründet, wurde erstmals (nach unterschiedlichen Angaben) 1228 oder 1319 urkundlich erwähnt. Im 17. Jahrhundert wurden hier Rumänen angesiedelt.
Auf dem Areal des Gemeindezentrums wurde ein archäologischer Fund aus der Bronzezeit und im eingemeindeten Dorf Maiorești (ungarisch Maroslaka) aus der Spätbronzezeit gemacht.
Auf dem Gebiet der Gemeinde ist ab 1764 bis etwa 1850 die siebenbürgische Militärgrenze, Teil der sogenannten Militärgrenze, verlaufen.
Im Königreich Ungarn gehörte die heutige Gemeinde dem Stuhlbezirk Régen felső (Ober-Regen) im Komitat Maros-Torda, anschließend dem historischen Kreis Mureș und ab 1950 dem heutigen Kreis Mureș an.

## Bevölkerung
Die Bevölkerung der Gemeinde Rușii-Munți entwickelte sich wie folgt:
| 1850 | 1.411 | 1.375 | 3  | 6  | 27  |
| 1910 | 2.535 | 2.401 | 43 | 69 | 22  |
| 1956 | 2.744 | 2.663 | 4  | -  | 77  |
| 2002 | 2.252 | 2.134 | 12 | -  | 106 |
| 2011 | 2.144 | 1.943 | 12 | -  | 189 |
| 2021 | 1.827 | 1.657 | 13 | -  | 157 |

Seit 1850 wurde auf dem Gebiet der heutigen Gemeinde die höchste Einwohnerzahl und auch gleichzeitig die der Rumänen 1956 registriert. Die höchste Anzahl der Roma (158) wurde 2011, die der Rumäniendeutschen und der Magyaren 1910 ermittelt.
Die Hauptbeschäftigung der Bevölkerung ist die Landwirtschaft, die Viehzucht und die Holzverarbeitung.

## Sehenswürdigkeiten
- Außer dem Dorfmuseum[10] im Gemeindezentrum und einigen Anwesen in den eingemeindeten Dörfern Morăreni (ungarisch Monosfalu) und Sebeș (ungarisch Sebespatak) aus dem 20. Jahrhundert, welche unter Denkmalschutz stehen,[11] sind keine nennenswerte Sehenswürdigkeiten zu erwähnen.